# Crveno-modra ara
Crveno-modra ara (Ara macao) je velika vrsta papige porodice Psittacidae.
Nastanjuje suhe tropske šume u Srednjoj i Južnoj Americi. S površinom od oko 6 700 000 km² rasprostranjenosti, ovo je najrasprostranjenija vrsta roda Ara. Nije ugrožena.

## Opis
Otprilike je 81 do 96 cm duga, ali više od polovine dužine je zapravo dug, zašiljen rep, uobičajen kod svih ara. Prosječna težina je oko jednog kilograma. Perje je uglavnom crveno, ali je perje na trtici i repno perje svijetlo plavo, sa žutim gornjim pokrovnim perjem na krilima. 
Gornji dio letnih pera na krilima je tamnoplave boje s metalno-zlatnim odsjajem. Neke jedinke ponekada imaju zelene boje na kilima. Postoje tri podvrste koje se razlikuju po širini žute trake na krilima. Oko oka do kljuna je gola koža, sa sitnim perjem. Gornja vilica je uglavnom boje bjelokosti, a donja je crna. Crveno-modre are ne pokazuju seksualni dimofizam; jedina razlika je što mlađe ptice imaju tamne, a odrasle svijetložute oči. 
Crveno-modre are se oglašavaju glasnim, grlatim kreštanjem i vrištanjem koje se čuje kilometrima dalje.

## Ponašanje

### Ishrana
Ove ptice jedu uglavnom voće i sjemenje, uključujući i veliko, tvrdo sjemenje. Obično lete same ili u paru, iako se na nekim mjestima mogu vidjeti u jatima. Često se okupljaju na mjestima gdje mogu lizati sol sa stijena. Vole jabuke, orahe, banane i drugo voće. Također se hrane nektarom i pupoljcima.

### Razmnožavanje
Crveno-modre are nesu dva ili tri bijela jajeta u rupi u drvetu. Ženka ih inkubira oko 28 dana, a ptići dobivaju perje nakon oko 90 dana nakon što su se izlegli. Napuštaju roditelje oko godinu dana kasnije. 
Ova vrsta može živjeti do 75 godina. Međutim, obično žive 30 do 50 godina.

## U zatočeništvu
Crveno-modre are su popularni, ali zahtjevni kućni ljubimci; imaju visoku cijenu kupnje, održavanja i vrlo su bučne ptice. Uzgajivači ih cijene zbog perja prelijepih boja i jer su vrlo privržene vlasnicima. Smatra se inteligentnom vrstom. 